# Fier (præfektur)
Fier er et af Albaniens tolv præfekturer. Administrationscenteret er byen  Fier.  1. januar 2017 havde præfekturet 302.507 indbyggere.
Præfekturet består af kommunerne Divjakë, Fier, Lushnjë, Mallakastër, Patos og Roskovec. Det dækker de tidligere distrikter Fier, Lushnjë og Mallakastër.